# Целестин I
Целести́н I (лат. Caelestinus PP. I; ? — 27 июля 432) — епископ Рима с 10 сентября 422 года по 27 июля 432 года.

## Биография
В соответствии с Liber Pontificalis, начало его папства пришлось на 3 ноября, однако Тиллемон указывает дату 10 сентября.
Целестин I был римлянином родом из региона Кампания. О его молодости ничего не известно, за исключением того, что имя его отца было Приск. Есть сведения, что он жил в течение некоторого времени в Милане у преподобного Амвросия. Первая известная запись о нём сделана в документе папы Иннокентия I (416), где о нём говорится как о "диаконе Целестине".
При Целестине африканские епархии вышли из повиновения Риму. Одновременно Целестин боролся с несторианством и пелагианством. В 430 году он собрал в Риме церковный собор и осудил доктрину Нестория. Епископу Кириллу Александрийскому, с которым Целестин состоял в переписке, были предоставлены делегатские полномочия, с поручением представлять архиепископа Рима на Эфесском соборе 431 года.
В 431 году он послал в Ирландию в качестве епископа Палладия. Миссионерскую деятельность Палладия продолжил епископ Патриций (Святой Патрик). Папа Целестин категорически против новациан в Риме; как пишет Сократ Схоластик, "Целестин изымал церкви у новациан в Риме и обязал их епископа проводить свои встречи тайно в частных домах".
Целестин скончался 26 июля 432 года. Он был похоронен на кладбище Святой Присциллы на Соляной дороге, но вскоре его тело было перенесено в базилику Санта-Прасседе. Целестин почитается как святой, память в Православной церкви совершается 8 (21) апреля, в Католической церкви — 6 апреля.